# Aztekenmaus

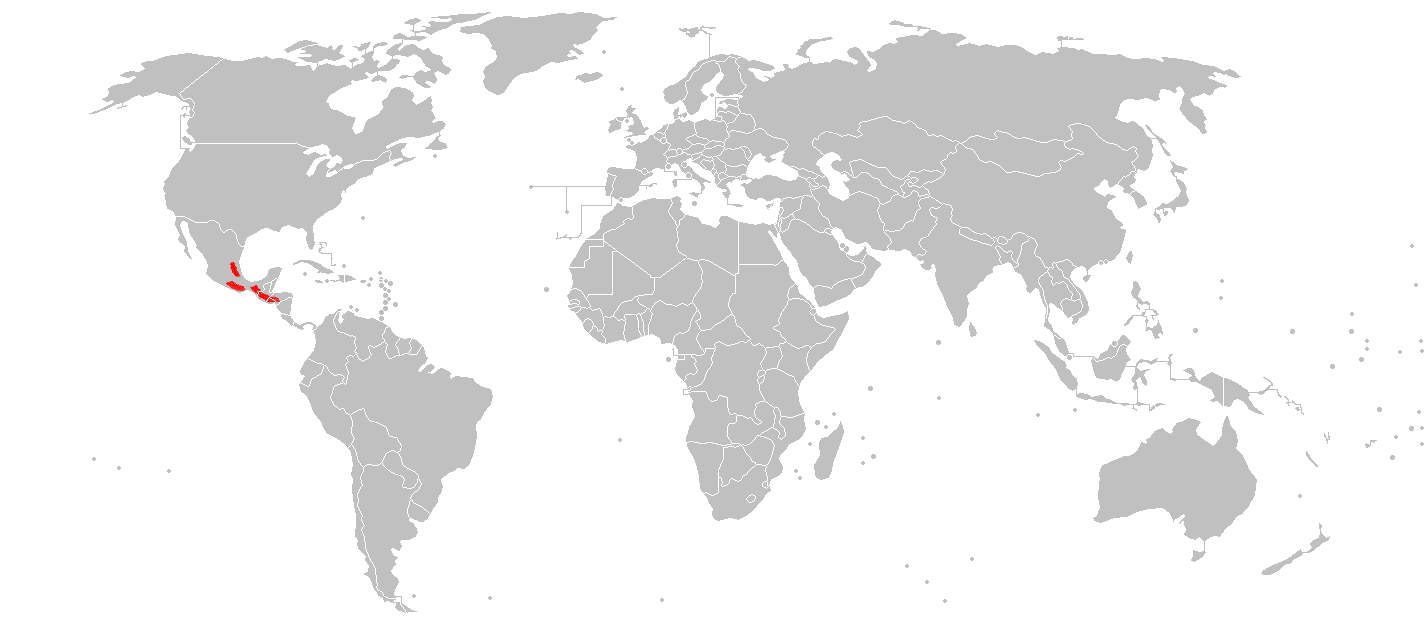
Verbreitungsgebiet der Aztekenmaus

Die Aztekenmaus (Peromyscus aztecus) ist ein Nagetier in der Gattung der Weißfußmäuse. Die Population galt bis in die 1960er Jahre als Unterart der Unterholz-Hirschmaus (Peromyscus boylii).

## Merkmale
Erwachsene Exemplare erreichen eine Kopf-Rumpf-Länge von 109 bis 126 mm, eine Schwanzlänge von 108 bis 140 mm sowie ein Gewicht von 33 bis 57 g. Die Länge der Hinterfüße beträgt 23 bis 26 mm und die Ohren sind 18 bis 21 mm lang. Das lange und dichte Fell der Oberseite hat eine dunkle rotbraune Färbung. Die Körperseiten sind mehr orangebraun und die Unterseite ist von weißem Fell bedeckt. Da bei Jungtieren die Farbe weniger intensiv erscheint, können diese mit Jungtieren der Mexikanischen Hirschmaus, der Großen Hirschmaus (Peromyscus grandis) oder der Zartfuß-Hirschmaus (Peromyscus levipes) verwechselt werden. Es ist ein schmaler dunkler Augenring vorhanden und die Unterseite des spärlich behaarten Schwanzes ist etwas heller. Bei der Aztekenmaus sind die Pfoten oberseits dunkel, während die Finger und Zehen weiß sind.

## Verbreitung
Die Aztekenmaus ist in Mexiko in den Bundesstaaten Chiapas, Guerrero, Hidalgo, Oaxaca, Puebla und Veracruz sowie weiter über Guatemala bis El Salvador und Honduras verbreitet. Sie lebt in Gebirgen zwischen 500 und 3500 Meter Höhe. Die Art bewohnt gemäßigte Nebel- und Wolkenwälder, sekundäre Wälder und angrenzende Gebiete. Sie kann sich an Kaffee- und Zuckerrohrplantagen anpassen. Laut Handbook of the Mammals of the World zählen die südwestlichen Populationen zu anderen Arten.

## Lebensweise
Zur Nahrung zählen vorwiegend Insekten wie Ameisen, Käfer, Rüsselkäfer oder Grillen (Grylloidea), die mit grünen Pflanzenteilen sowie Samen von Nachtschatten (Solanum) und anderen Gewächsen komplettiert werden. Die Exemplare sind nachtaktive Tiere. Die Aztekenmaus pflanzt sich im September und Oktober fort.

## Gefährdung
Wenn Waldrodungen weiter voranschreiten können sich diese in Zukunft negativ auf den Bestand auswirken. Die IUCN bewertete die Gesamtpopulation 2016 als stabil und listet die Art als nicht gefährdet (least concern).